# Fredagstjärnen (Mora socken, Dalarna)
Fredagstjärnen är en sjö i Mora kommun i Dalarna och ingår i Dalälvens huvudavrinningsområde.